# Paralelo 39 N
O Paralelo 39 N é o paralelo no 39° grau a norte do plano equatorial terrestre.
A esta latitude o Sol é visível durante 14 horas e 54 minutos durante o solstício de verão e durante 9 horas e 26 minutos durante o solstício de inverno.
Começando pelo Meridiano de Greenwich e tomando a direção leste, o paralelo 39° Norte passa por:
| País, território ou mar | Notas |
| ----------------------- | --- |
| Mar Mediterrâneo        | |
| Espanha                 | Ilha de Ibiza |
| Mar Mediterrâneo        | Passa a sul da ilha Cabrera, Ilhas Baleares, Espanha |
| Itália                  | Ilhas Sant'Antioco e Sardenha |
| Mar Mediterrâneo        | Mar Tirreno - passa a norte de Stromboli, Itália |
| Itália                  | |
| Mar Mediterrâneo        | Mar Jónico |
| Grécia                  | Passa na Grécia continental e na ilha de Eubeia |
| Mar Mediterrâneo        | Mar Egeu |
| Grécia                  | Ilha de Lesbos |
| Mar Mediterrâneo        | Mar Egeu |
| Turquia                 | |
| Irão                    | |
| Azerbaijão              | Exclave de Naquichevão |
| Armênia                 | |
| Azerbaijão              | |
| Irão                    | |
| Azerbaijão              | |
| Mar Cáspio              | |
| Turquemenistão          | Ilha de Ogurja Ada |
| Mar Cáspio              | |
| Turquemenistão          | |
| Uzbequistão             | |
| Tajiquistão             | |
| China                   | Xinjiang Qinghai Gansu Qinghai Gansu Qinghai (cerca de 7 km) Gansu (cerca de 30 km) Qinghai (cerca det 17 km) Gansu Mongólia Interior (cerca de 16 km) Gansu (cerca de 6 km) Mongólia Interior Gansu Mongólia Interior Ningxia Mongólia Interior Shaanxi Shanxi Hebei Tianjin (passa a sul do centro da cidade) |
| Mar Amarelo             | Golfo de Bohai |
| China                   | Península de Liaodong - passa a norte de Dalian |
| Mar Amarelo             | |
| Coreia do Norte         | Passa em Pyongyang |
| Mar do Japão            | |
| Japão                   | Ilha de Honshū |
| Oceano Pacífico         | |
| Estados Unidos          | Califórnia Nevada Utah Colorado Kansas Missouri Illinois Indiana Kentucky Ohio Virgínia Ocidental Virgínia Maryland Delaware Nova Jersey |
| Oceano Atlântico        | Passa a sul da ilha Graciosa e a norte da ilha de São Jorge, Açores, Portugal |
| Portugal                | Distrito de Lisboa Distrito de Santarém Distrito de Portalegre (cerca de 2,5 km) Distrito de Évora (cerca de 7 km) Distrito de Portalegre (cerca de 3 km) Distrito de Évora (cerca de 4 km) Distrito de Portalegre                                                                                              |
| Espanha                 | Estremadura Castilla-La Mancha Comunidade Valenciana |
| Mar Mediterrâneo        | |